# رجا عيسى
رجا عيسى هو مدرب كرة قدم ولاعب كرة قدم ماليزي، ولد في 1 فبراير 1966 في أمفغ جايا في ماليزيا.